# Tommy Thompson (soccer)
Pour les articles homonymes, voir Thompson.
Thomas Palmer Thompson, dit Tommy Thompson, né le 15 août 1995 à Hinsdale dans l'État de l'Illinois, est un joueur américain de soccer, qui évolue au poste de milieu de terrain.

## Biographie

### Famille
Issu d'une famille de joueurs de soccer, son père Gregg Thompson (en) est un ancien international américain, tandis que son frère Tanner (en) joue au Eleven d'Indy. Les fans de MLS qui viennent du Wisconsin ont donné à Thompson le surnom de « The Governor », en hommage à leur ancien gouverneur, Tommy Thompson, qui est au pouvoir de 1987 à 2001 et qui porte le même nom.

### Carrière en club
Tommy Thompson rejoint l'académie des Earthquakes de San José en 2012. L'année suivante, il s'inscrit à l'Université de l'Indiana à Bloomington où il évolue alors avec les Hoosiers de l'Indiana en NCAA. Lors de sa saison freshman, il marque cinq buts en seize rencontres, ce qui lui vaut d'être nommé au Freshman du Big Ten de l'année en 2013.
Le 14 mars 2014, il signe son premier contrat professionnel avec son club formateur, les Earthquakes de San José, avec le statut de Homegrown Player. Il fait ses débuts en Major League Soccer contre le Toronto FC le 7 juin, lors d'une défaite 1-0. Il entre à la 89e minute de la rencontre à la place de Shea Salinas.
Le 14 novembre 2022, après deux cent rencontres avec les Earthquakes, son club annonce que son contrat n'est pas renouvelé. Il signe cependant un nouveau contrat d'une saison avec les Earthquakes le 17 janvier 2023.

### Carrière internationale
Avec les moins de 20 ans, il participe à la Coupe du monde des moins de 20 ans 2015, compétition organisée en Nouvelle-Zélande. Lors du mondial junior, il joue quatre matchs. Les États-Unis sont éliminés en quarts de finale par la Serbie après une séance de tirs au but.

## Statistiques
| Saison                | Club                          | Championnat           | Championnat | Championnat | Championnat | Coupe(s) nationale(s) | Coupe(s) nationale(s) | Coupe(s) nationale(s) | Séries | Séries | Séries | Total | Total | Total |
| Saison                | Club                          | Division              | M.          | B.          | P.d.        | M.                    | B.                    | P.d.                  | M.     | B.     | P.d.   | M.    | B.    | P.d.  |
| 2014                  | Republic de Sacramento (prêt) | USL Pro               | 6           | 0           | 0           | -                     | -                     | -                     | -      | -      | -      | 6     | 0     | 0     |
| 2015                  | Republic de Sacramento (prêt) | USL                   | 2           | 1           | 2           | -                     | -                     | -                     | -      | -      | -      | 2     | 1     | 2     |
| 2016                  | Republic de Sacramento (prêt) | USL                   | 11          | 3           | 3           | 0                     | 0                     | 0                     | -      | -      | -      | 11    | 3     | 3     |
| Sous-total            | Sous-total                    | Sous-total            | 19          | 4           | 5           | 0                     | 0                     | 0                     | 0      | 0      | 0      | 19    | 4     | 5     |
| 2014                  | Earthquakes de San José       | MLS                   | 13          | 0           | 0           | 0                     | 0                     | 0                     | -      | -      | -      | 13    | 0     | 0     |
| 2015                  | Earthquakes de San José       | MLS                   | 17          | 0           | 0           | 2                     | 0                     | 0                     | -      | -      | -      | 19    | 0     | 0     |
| 2016                  | Earthquakes de San José       | MLS                   | 17          | 0           | 0           | 1                     | 0                     | 0                     | -      | -      | -      | 18    | 0     | 0     |
| 2017                  | Earthquakes de San José       | MLS                   | 32          | 1           | 4           | 4                     | 0                     | 2                     | 1      | 0      | 0      | 37    | 1     | 6     |
| 2018                  | Earthquakes de San José       | MLS                   | 14          | 0           | 0           | 1                     | 0                     | 0                     | -      | -      | -      | 15    | 0     | 0     |
| 2019                  | Earthquakes de San José       | MLS                   | 30          | 2           | 1           | 2                     | 0                     | 0                     | -      | -      | -      | 32    | 2     | 1     |
| 2020                  | Earthquakes de San José       | MLS                   | 22          | 1           | 2           | -                     | -                     | -                     | 1      | 0      | 0      | 23    | 1     | 2     |
| 2021                  | Earthquakes de San José       | MLS                   | 14          | 0           | 0           | -                     | -                     | -                     | -      | -      | -      | 14    | 0     | 0     |
| 2022                  | Earthquakes de San José       | MLS                   | 27          | 1           | 2           | 2                     | 0                     | 0                     | -      | -      | -      | 29    | 1     | 2     |
| 2023                  | Earthquakes de San José       | MLS                   | 0           | 0           | 0           | 0                     | 0                     | 0                     | -      | -      | -      | 0     | 0     | 0     |
| Sous-total            | Sous-total                    | Sous-total            | 186         | 5           | 9           | 12                    | 0                     | 2                     | 2      | 0      | 0      | 200   | 5     | 11    |
| 2018                  | Reno 1868 FC (prêt)           | USL                   | 2           | 0           | 0           | -                     | -                     | -                     | -      | -      | -      | 2     | 0     | 0     |
| Total sur la carrière | Total sur la carrière         | Total sur la carrière | 207         | 9           | 14          | 12                    | 0                     | 2                     | 2      | 0      | 0      | 221   | 9     | 16    |